# فانوس دریایی (فیلم ۲۰۰۶)
فانوس دریایی (روسی: Маяк) یک فیلم روسی به کارگردانی ماریا ساهاکیان است که در سال ۲۰۰۶ منتشر شد.
این فیلم برندهٔ جوایز گوناگونی در جشنواره‌های مختلف از جمله جشنواره بین‌المللی فیلم زردآلوی طلایی ایروان، جشنواره بین‌المللی فیلم روتردام و جشنواره فیلم لندن شد.